# Selma de Mink
Selma Elise (Selma) de Mink (1983) is een Nederlandse sterrenkundige die internationaal onderzoek doet naar zware sterren.

## Opleiding
Selma de Mink behaalde een Bachelor of Science in natuurkunde en wiskunde en daarna een Master of Science in de sterrenkunde aan de Universiteit Utrecht.
Daarna promoveerde ze daar in 2010 op het proefschrift Stellar Evolution At Low Metallicity Under The Influence of Binary Interaction And Rotation (De De evolutie van sterren met lage metalliciteit onder de invloed van wisselwerking in dubbelsterren en van rotatie) bij professor Onno Rudolf Pols, alles cum laude.

## Loopbaan
De Mink werkte als postdoc aan de Universiteit van Bonn en in de Verenigde Staten bij het Space Telescope Science Institute in Baltimore en aan Caltech en de Carnegie Observatories in Pasadena. Ze kreeg daarvoor verschillende beurzen voor verder onderzoek, onder meer een NASA Hubble postdoctoral Fellowship en een Einstein & Carnegie-Princeton (Lyman Spitzer) Fellowship. In 2014 kwam ze terug naar Nederland als universitair hoofddocent met verschillende beurzen van de Universiteit van Amsterdam, een MacGillavry Fellowship en een Marie Curie Fellowship. Sinds 2014 is ze daar verbonden aan het Anton Pannekoek Instituut (API) voor sterrenkunde en het topcentrum Gravitation and astroparticle physics (GRAPPA).  In  2019 tot eind 2020 werkte ze als hoofddocent (associate professor) aan het Harvard–Smithsonian Center for Astrophysics van Harvard. Vanaf begin 2021 is ze onderzoeksdirecteur bij het Max Planck Institute for Astrophysics (MPA) in Garching bei München.
De Mink bestudeert de zwaarste sterren, de voorlopers van supernovae en zwarte gaten. Deze sterren produceren alle zware elementen in het heelal. De Mink liet onder andere zien dat sommige zware dubbelsterren snel draaien, weinig massa uitwisselen en na hun ontploffing veel zwaardere zwarte gaten nalaten dan verwacht.

## Toegekende beurzen en onderscheidingen
- 2010 een NASA Hubble Fellowship 2010[4]
- 2015 een Marie Curie Fellowship van de Universiteit van Amsterdam[6]
- 2017 
  - de Zwitserse MERAC-prijs voor sterrenkunde en kosmologie[10][11]
  - een VIDI beurs van de Nederlandse Organisatie voor Wetenschappelijk Onderzoek (NWO)[12]
- 2019 
  - een MacGillavry Fellowship van de Universiteit van Amsterdam[5]
  - de Pastoor Schmeitsprijs van het Kapteyn Instituut van de Rijksuniversiteit Groningen[13][14]
  - gekozen tot Lid van De Jonge Akademie[15][16][17]

Planetoïde (12943) Selmademink is naar haar vernoemd.